# Oberonia lobbiana
Oberonia lobbiana är en orkidéart som beskrevs av John Lindley. Oberonia lobbiana ingår i släktet Oberonia och familjen orkidéer. Inga underarter finns listade i Catalogue of Life.